# Bill Traylor
Bill Traylor (* 1. April 1856, nach anderen Angaben 1854, bei Benton, Alabama; † 23. Oktober 1949 in Montgomery, Alabama) war ein US-amerikanischer autodidaktischer Zeichner und Maler afroamerikanischer Abstammung.

## Leben und Werk

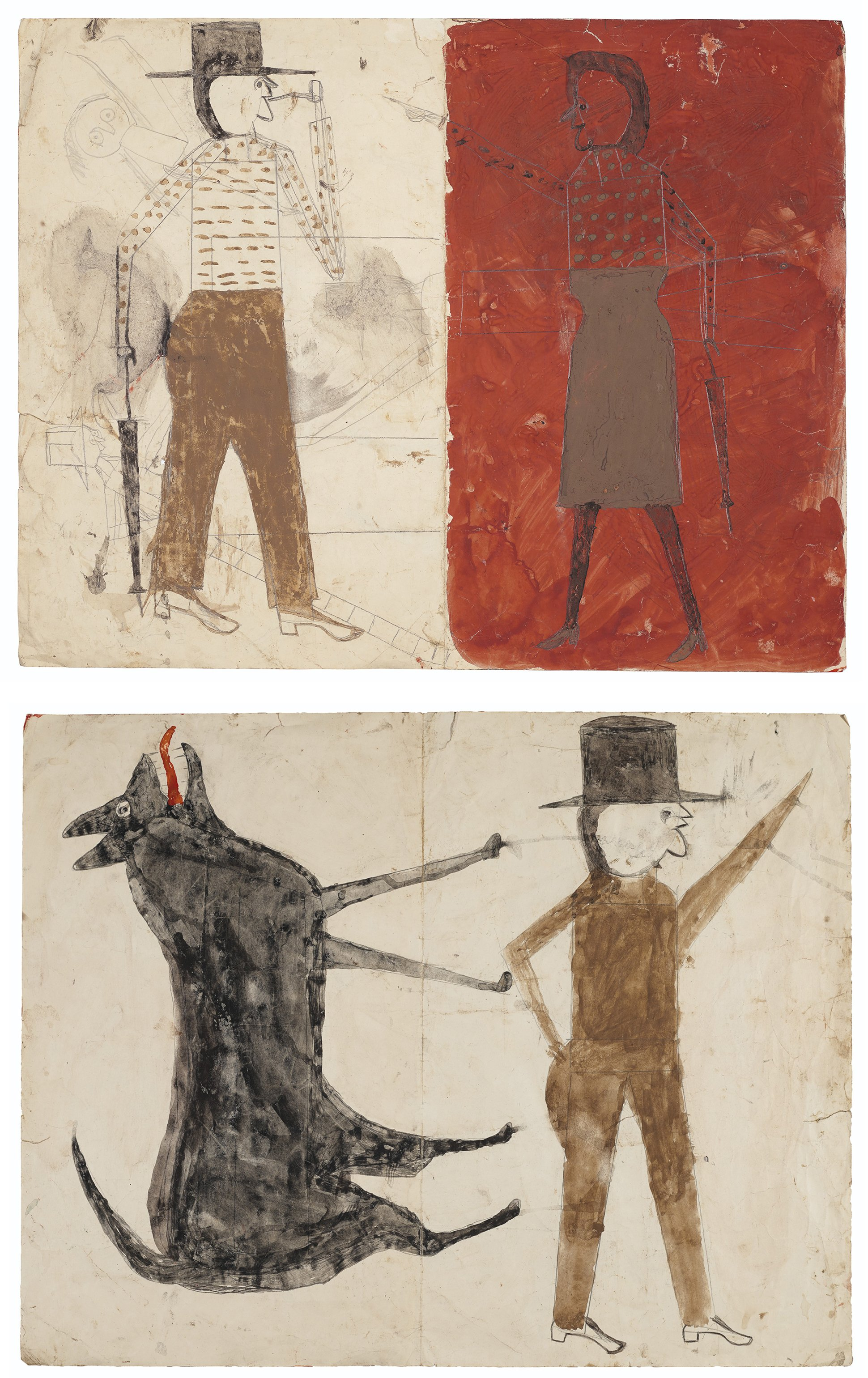
Man on White, Woman on Red / Man with Black Dog, doppelseitig, Tempera und Graphit auf Papier, 1939–1942

Bill Traylor wurde in einer Hütte in der Nähe von Benton als Sohn von Sklaven auf einer Baumwollplantage geboren. Von Geburt an trug er den Familiennamen seines Besitzers, Traylor. Das Bürgerkriegsende in den amerikanischen Südstaaten 1865 erlebte der Neunjährige als Trauma: Durchziehende Unionstruppen hatten die Plantage niedergebrannt und geplündert. Ein Erlebnis, von dem Traylor noch in seinen späteren Jahren erzählte.
Die Familie wohnte auch nach der Befreiung weiterhin in der Hütte und arbeitete nun als Landarbeiter; auch Traylor übte diesen Beruf nahezu siebzig Jahre lang aus, wenn auch auf eigener kleiner Scholle. Seit 1891 war er verheiratet, er zog mit seiner Frau neun Kinder groß. Nach dem Tod seiner Frau und dem Auszug auch des jüngsten seiner Kinder verließ er 1935 nach mehr als achtzig Jahren sein vertrautes Lebensumfeld und zog in Alabamas Hauptstadt Montgomery. Trotz seines hohen Alters arbeitete er noch kurze Zeit in einer Schuhfabrik, lebte später von Sozialhilfe. Die Straße, in der er lebte, liegt allerdings nicht in einem Armenviertel, sondern wird hauptsächlich von schwarzer Mittelschicht bewohnt.
1939 entdeckte der junge Maler Charles Shannon (1914–1996) bei einem Streifzug Traylor zufällig auf der Straße: Er saß im Freien vor einer  Schmiede, später einem Gemüseladen, fertigte kleine Bleistiftzeichnungen auf Karton – Objekte seines Alltags wie Schuhe, Tassen und Ratten – und heftete sie an einen Zaun. Passanten kauften ihm diese Arbeiten für ein paar Cents ab. Shannon, der ihm neue Malutensilien wie Pinsel und Farben besorgte, fotografierte den alten Mann bei der Arbeit.
Shannon, der sich sehr für die Kunst des schwarzen Amerikas interessierte, gehörte zum sogenannten New South, einer Gruppe kulturbeflissener junger Leute aus der weißen gebildeten Mittel- und Oberschicht von Montgomery, wo zu dieser Zeit noch strikte Rassentrennung herrschte. Im Februar 1940 veranstaltete die Gruppe in ihrem Klublokal eine Ausstellung unter dem Titel Bill Traylor. People´s Artist mit einhundert Zeichnungen. Zu einer Zeit, als in Alabama Lynchjustiz vor allem gegen Schwarze noch an der Tagesordnung war und der Ku-Klux-Klan Einfluss bis in die Spitzen der Gesellschaft hatte, sicher kein ganz ungefährliches Unterfangen. Die lokale Presse  berichtete wohlwollend, die Zeitschrift „New South“ widmete Traylor eine Titelstory.
Shannon unterstützte Traylor mit Geld und Materialien und holte die unter der Woche entstandenen Arbeiten regelmäßig am Wochenende ab; Traylor soll, so später Zeitzeugen, geglaubt haben, er arbeite für Shannon. 1941 fuhr Shannon ohne Traylors Wissen mit einem Konvolut von dessen Bildern nach New York City, um sie dort Freunden aus der Kunstszene zu zeigen.
Es war die Zeit, in dem intellektuelle Weiße die Kultur des schwarzen Amerikas für sich entdeckten: 1937 hatte das Museum of Modern Art (MoMA) erstmals in einer Einzelausstellung Arbeiten eines schwarzen Künstlers, des autodidaktischen Bildhauers William Edmonson, gezeigt; Lady Day Billie Holiday trat gemeinsam mit weißen Musikern auf und schrieb mit ihrem Anti-Diskriminierungs-Song Strange Fruit Jazzgeschichte; die schwarze Tänzerin Josephine Baker eroberte Paris und die Schweizer Fotografin Annemarie Schwarzenbach bereiste die Südstaaten und hatte bereits 1937 eindrucksvolle Fotostrecken schwarzer Alltagskultur auch aus Montgomery heim nach Europa gebracht.
Spätestens seit dem Kriegseintritt der USA im Dezember 1941 war eine sich liberal gebende amerikanische Kultur-Elite darum bemüht, dem schwarzenfeindlichen Image der US-amerikanischen weißen Gesellschaft entgegenzuarbeiten: Schließlich kämpften auch schwarze GIs gegen die Rassenideologen in Deutschland und Japan.
1942 zeigte die Fieldston School of the Ethical Culture Schools in Riverdale, New Jersey, die Ausstellung Bill Traylor, American Primitive (Work of an Old Negro); Kurator ist Victor d’Amico, jahrelanger museumspädagogischer Leiter des Moma. Alfred Barr, ehemaliger Direktor des berühmten Museums, wollte sechzehn Arbeiten für die Museumssammlung und weitere für seine Privatsammlung und die seiner Mitarbeiter ankaufen – für 1 bis 2 US-Dollar das Stück. Shannon lehnte ab und nahm die Zeichnungen wieder mit nach Montgomery zurück. Er wurde Kriegsmaler im Südpazifik und kehrte erst 1946 nach Alabama zurück.
Von all diesen Vorgängen um seine Person und seine Arbeiten ahnte Bill Traylor nichts. Der über Achtzigjährige war schwer krank, verfiel körperlich zunehmend und konnte kaum noch malen und zeichnen. Alle seine Arbeiten, die nach 1942 entstanden waren, sind heute verschollen. Eine Zeit lang lebte er abwechselnd bei einem seiner Kinder in Washington, D.C., Detroit, Chicago, New York City und Philadelphia, hielt es aber nirgendwo lange aus. Irgendwann in dieser Zeit wurde ihm wegen Faulbrand ein Bein amputiert. Schließlich kehrte er nach Montgomery zurück und bezog seinen alten Platz neben dem Gemüsestand; es entstanden nur noch wenige künstlerische Arbeiten.
Im Juni 1946 erschien in der USA-weit verbreiteten Zeitschrift Collier’s eine große Reportage über Bill Traylor. Der Maler, der zuletzt zurückgezogen bei einer Tochter gelebt hatte, starb in einem Krankenhaus in Montgomery.
In den 1970er Jahren katalogisierten Shannon und seine Frau und Kollegin Eugenia Carter Shannon rund 1.500 Zeichnungen Traylors aus den Jahren 1939–1942. 1979 zeigte die R.H. Oosterom Gallery in New York eine Auswahl der Arbeiten in einer Gruppenausstellung, 1982 die renommierte Corcorian Gallery of Art in Washington, D.C. im Rahmen der Schau
Black Folk Art in America 1930–1980. Diese Ausstellung machte Traylor und sein Werk berühmt, zahlreiche Gruppen- und Einzelausstellungen folgten, u. a. in San Francisco, Atlanta, New Orleans, Dallas und Kansas City sowie mehrfach in Washington und New York. Außerhalb der USA war er besonders häufig in Tokio zu sehen, in Europa wanderten seine Werke durch Museen und Galerien in Amsterdam, Bern und Köln, Lausanne, Malmö und Paris. Die letzte, großangelegte Doppelausstellung im deutschsprachigen Raum war 1998/1999 in Köln (Museum Ludwig) und Bern (Kunstmuseum).
Mittlerweile erzielten Traylors Werke im Kunsthandel und bei Auktionen, z. B. bei Sotheby’s, mehrstellige hohe Preise. Die Traylor-Erben strengten gegen die Shannons einen Prozess um das rechtmäßige Eigentum an den Zeichnungen an, der 1993 in einem Vergleich endete: darin erkannten die Erben den maßgeblichen Anteil Shannons an Traylors spätem Ruhm an.
Heute gilt Bill Traylor als einer der populärsten und bekanntesten afroamerikanischen bildenden Künstler, zahlreiche Bücher und eine Dissertation über ihn sind erschienen, seine oft farbintensiven figürlichen Arbeiten von nahezu naiver Schlichtheit sind auch beliebt als Kunstpostkarten.
Sicher trafen die berührend einfachen Bilder in den späten 1970er und 1980er Jahren den Nerv eines an den Wurzeln der eigenen Geschichte zunehmend interessierten, umwelt- und friedensbewegten neuen Amerikas. Heutige Ausstellungen werden eher kritisch begleitet, auch im Hinblick auf eine nicht ganz auszuschließende posthume Ausbeutung eines vorgeblich naiven ehemaligen Sklaven durch den etablierten Kunstmarkt im Stil eines modernen Onkel Tom.
Werke Bill Traylors befinden sich heute unter anderem im Museum of Modern Art in New York, im Whitney Museum of American Art in New York, im Metropolitan Museum of Art in New York, im American Folk Art Museum in New York und in der Sammlung Zander in Köln.

## Ausstellungen (Auswahl)
- 2018: Between Worlds: The Art of Bill Traylor, Smithsonian American Art Museum, Washington D.C.
- 2016: 27 Künstler. 209 Werke, Sammlung Zander, Bönnigheim
- 2015: Die Schatten der Avantgarde. Rousseau und die vergessenen Meister, Museum Folkwang, Essen
- 2015: America Is Hard to See, Whitney Museum of American Art, New York
- 2013: Traylor in Motion. Wonders from New York Collections, American Folk Art Museum, New York
- 1998: Bill Traylor. 1854–1947. Deep Blues, Kunstmuseum Bern, Bern; Museum Ludwig, Köln
- 1979: Bill Traylor 1854–1947: Works on Paper, R.H. Oosterom Gallery, New York